# Janus Braspennincx

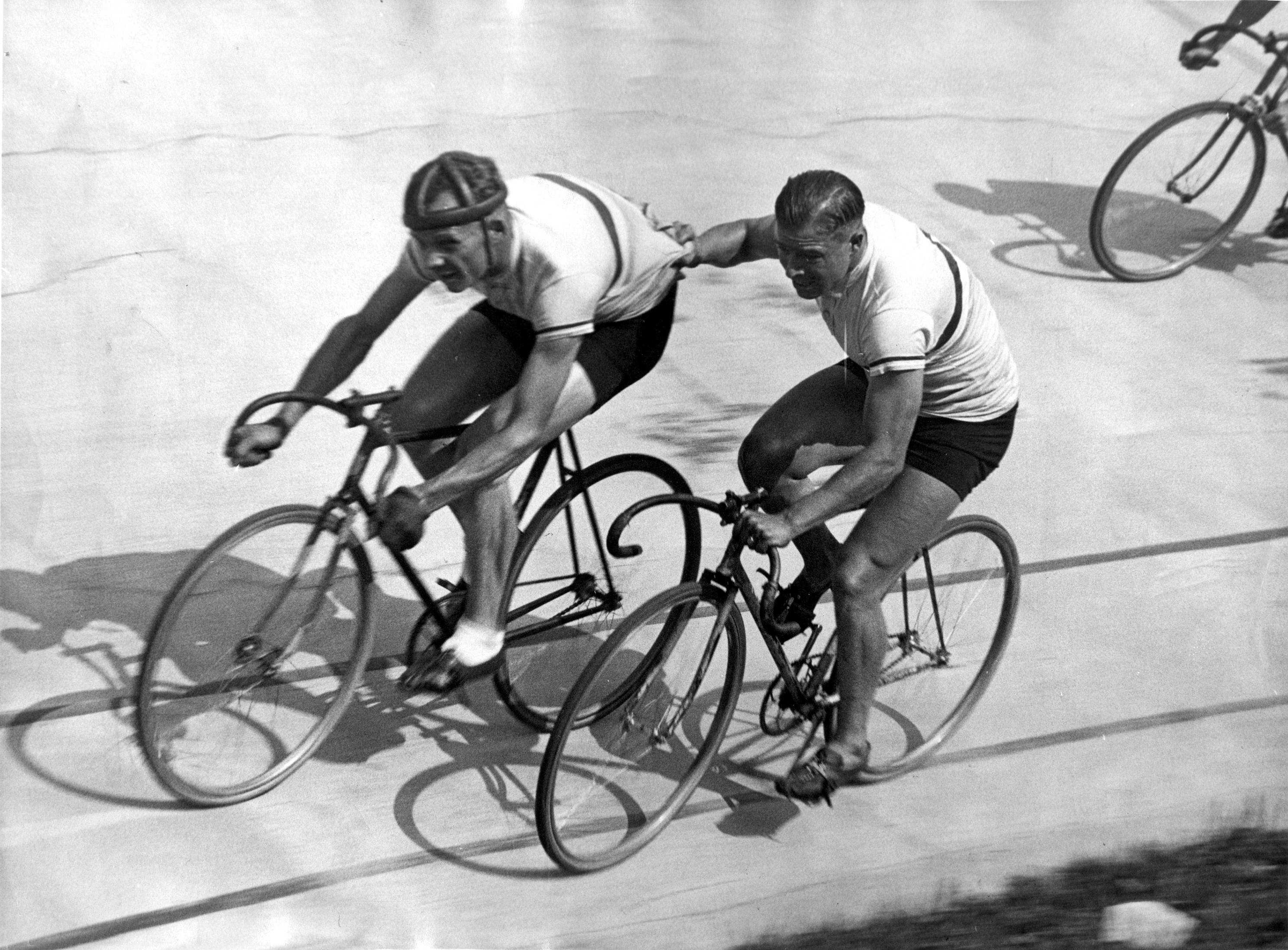
Ablösung zwischen Braspennincx und Jan Pijnenburg

Adrianus Jacobus „Janus“ Braspennincx (* 5. Mai 1903 in Zundert; † 7. Januar 1977 in Breda) war ein niederländischer Radrennfahrer.
Janus Braspennincx startete bei den Olympischen Spielen 1928 in Amsterdam und gewann in der Mannschaftsverfolgung die Silbermedaille mit Jan Pijnenburg, Jan Maas und Piet van der Horst. Im olympischen Straßenrennen belegte er Platz 27, das niederländische Team belegte mit Braspennincx in der Mannschaftswertung den 9. Platz. 1930 wurde Braspennincx Niederländischer Straßenmeister. 1927 belegte er bei der Olympia’s Tour den zweiten Platz hinter dem Deutschen Rudolf Wolke. Er nahm an 24 Sechstagerennen teil und gewann 1932 das von Brüssel mit Pijnenburg.
Braspennincx stammte aus einer Rennfahrer-Familie: Sowohl sein Vater, sein Onkel, sein Bruder, sein Sohn wie auch seine vier Cousins betrieben aktiven Radsport. Am erfolgreichsten war sein neun Jahre jüngerer Vetter John, der zweimal Niederländischer Straßenmeister wurde. Zur Unterscheidung von diesem wurde Janus Braspennincx „Ouwe Bras“ (= Alter Bras) genannt.